# L'utopia degli usurai
(G. K. Chesterton, L'utopia degli usurai, V. La chiesa dello Stato servile)
L'utopia degli usurai (Utopia of Usurers and Other Essays) è una raccolta di saggi di G. K. Chesterton, pubblicata per la prima volta nel 1917. In essi Chesterton, abbandonando momentaneamente il suo metodo di bonaria argomentazione e contro-argomentazione, si scaglia con violenza contro il capitalismo, la mentalità che a questo si accompagna e più in generale la concezione moderna della società e dell'economia, nelle varie forme, più o meno mendaci, che essa prende (socialismo, fabianesimo, collettivismo, eccetera).
La raccolta contiene anche due testi poetici: Un canto di Spade e La fuga.

## Indice

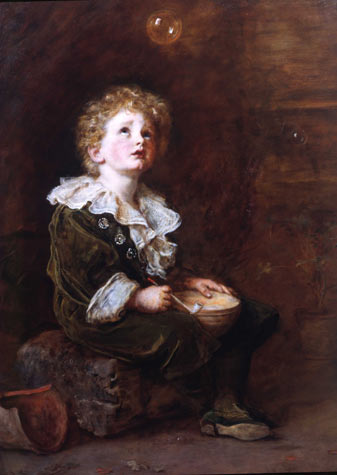
Bollicine di Millais. Chesterton discute il rapporto tra arte e pubblicità considerando il caso di questo quadro, preso come simbolo dalla Pears soap.

## Edizioni
- G. K. Chesterton, L'utopia degli usurai, traduzione di Doriana Comerlati, Milano, Excelsior 1881, 2007, ISBN 978-88-6158-022-0.